# Kikärtsmjöl

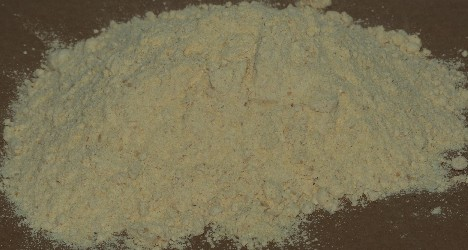
Kikärtsmjöl

Kikärtsmjöl är ett finkornigt mjöl som görs helt av kikärtor. Kikärtsmjöl är en vanlig ingrediens i det indiska köket. Kikärtsmjöl har en ljusgul färg och en lätt nötig smak. Kikärtsmjöl kan ersätta vanligt vetemjöl i matlagning och bakning. Kikärtor är en långsam kolhydrat som tillhör familjen ärtväxter eller baljväxter.
Kikärtsmjöl rikt på protein, kostfibrer och är utan gluten. Kikärtsmjöl ska bestå endast av kikärtor. Mjölet framställs av hela kikärtor som mals ner till ett finkornigt mjöl. Innan kikärtorna mals genomgår de en värmebehandling som gör att ärtorna behåller alla vitaminer och mineraler. Denna process gör också att mjölet löser sig enkelt även i kalla temperaturer.
Exempel på mat med kikärtsmjöl är falafel, tunnbröd och pannkakor.